# Ricardo Modesto da Silva
Ricardo Modesto da Silva (* 20. Januar 1979), auch bekannt als Ricardinho, ist ein ehemaliger brasilianischer Fußballspieler.

## Karriere
1999 unterschrieb er einen Vertrag beim japanischen Zweitligisten Consadole Sapporo. Danach spielte er bei CA Bragantino, La Paz FC und Club Stormers San Lorenzo.